# Syllepte sellalis
Syllepte sellalis is een vlinder uit de familie van de grasmotten (Crambidae). De wetenschappelijke naam van deze soort is voor het eerst voorgesteld als Botys sellalis door Achille Guenée in een publicatie uit 1854.
De soort komt voor in India, Bangladesh en China (Hainan).